# Jazd
Jazd (persky يزد‎) je jedno z nejstarších měst v Íránu a správní středisko stejnojmenné provincie. Leží asi 280 km jihovýchodně od Isfahánu, v oáze na pomezí pouští Dašt-e Kavír a Dašt-e Lút. V roce 2006 zde žilo zhruba 505 000 obyvatel. Historické jádro města je od roku 2017 součástí světového kulturního dědictví UNESCO.

## Přírodní podmínky
Klima v Jazdu je velmi suché, místy zde za rok spadne jen 60 mm srážek. Letní teploty mohou dosahovat až 40 °C, zimní naopak nezřídka klesají na nulu.

## Historie
Podle názoru rozšířeného mezi obyvatelstvem založil Jazd perský král Jazdkart I. z dynastie Sásánovců, ve skutečnosti však bylo město v 5. století n. l. již dávno jedním z kultovních center zarathuštrismu. Jeho počátky sahají jistě do doby před naším letopočtem, někteří historikové považují za zakladatele Alexandra Velikého, jiní Achaimenovce.
V roce 642 byl Jazd dobyt Araby, zůstal však stejně jako za Sásánovců důležitým a bohatým centrem – Marco Polo pro něj měl při své návštěvě v roce 1272 jen slova uznání. Město potom krátce sloužilo jako metropole dynastie Muzaffarovců a za vlády kádžárovských šáhů v Persii zde měli svou rezidenci chánové z rodu Bachtjárů. V současnosti má Jazd význam především jako spádové středisko provincie.

## Pamětihodnosti
Od jiných metropolí Íránu se Jazd svou architekturou značně liší, i když to nemusí být při pohledu na spoustu lidí a aut patrné. Pouštní město Jazd je dodnes centrem staré perské víry, zarathuštrismu, jedním z mála, které si tuto monoteistickou dualistickou náboženskou kulturu zachovalo i přes nápor islámu.
Zdejší styl staveb silně ovlivňuje vysoká teplota, která se řeší částečným zapuštěním budov do země a překlenutím menších ulic cihlovými klenbami; střechy s kopulemi tak tvoří jednotné celky a systém ulic připomíná labyrint. Elektřina i voda sem byly zavedeny teprve nedávno, a tak můžeme obdivovat „klimatizační věže“ či podzemní cisterny zásobené z pramenů íránské vysočiny.

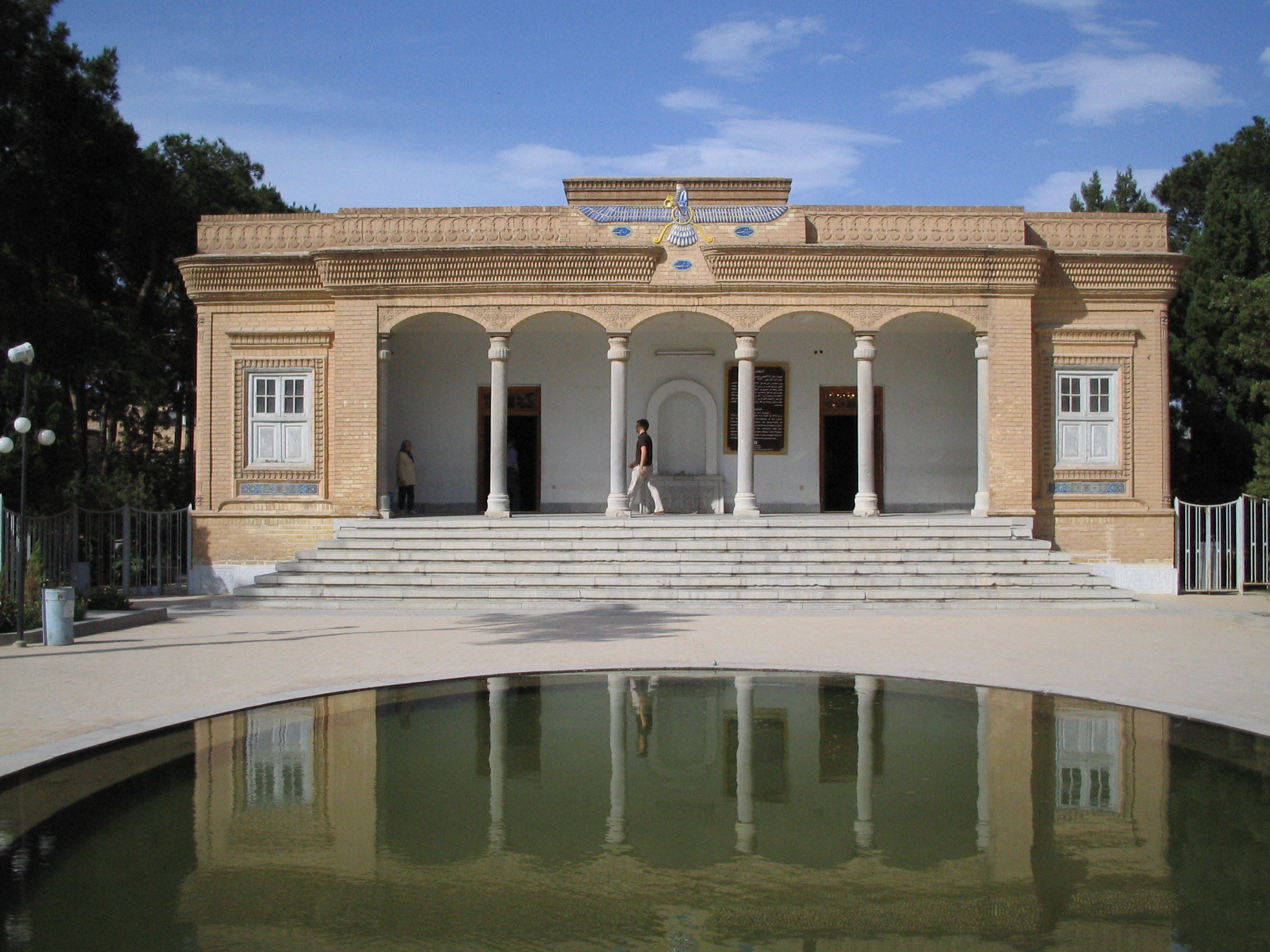
Chrám ohně Áteškade

Nejstarší částí Jazdu je Staré Město na severovýchodě metropole, v jehož středu stojí monumentální Páteční mešita, původně z 12. století, ale ve 14.–15. století zásadně přestavěná a rozšířená. Její portál s ívánem a dvojicí štíhlých minaretů je nejvyšší v celém Íránu. Za pozornost stojí rovněž bazar v jižní části Starého Města, pro nějž jsou charakteristická četná nekrytá náměstíčka.
Zarathuštrismus se v Jazdu prezentuje nejvýznamnějším chrámem Áteškade (chrám ohně) a dále Věžemi ticha, které stojí na vrcholku za městem a sloužily k pohřbívání (nečisté lidské tělo nesmělo znesvětit posvátný oheň nebo zemi).

## Průmysl
Současný Jazd vyniká v mnoha průmyslových odvětvích. Je tu například největší íránská továrna na výrobu optických vláken. Významný je také textilní průmysl (výroba koberců, hedvábí), potravinářský (cukr a celá řada místních specialit), rovněž ve výrobě šperků je Jazd íránskou jedničkou.

## Partnerská města
- Holguín, Kuba
- Homs, Sýrie
- Jakarta, Indonésie
- Jászberény, Maďarsko
- Nazvá, Omán